# 米澤円
米澤 円（よねざわ まどか、1982年8月30日 - ）は、日本の女性声優、歌手。大阪府出身。81プロデュース所属。既婚。2児の母。
代表作に『けいおん!』（平沢憂)、『RDG レッドデータガール』 (宗田真響)、『WHITE ALBUM2』（小木曽雪菜)、『Another』（赤沢泉美）などがある。

## 略歴
小さい頃にピアノをしていたが、不真面目な生徒で、母に習うと絶対にケンカになるからと別のピアノ教室に通っていた。しかし練習があまり好きではなかったため、小学生の時に辞めてしまったという。母の仕事の関係で実家に音楽室があり、一般的な楽器以外にもコンガ、ボンゴ、メタルカバサまで置いてあり、他にもギターをしてみたり、ドラムをしてみたりと、色々楽器はしていたようだったという。母の血は受け継いでおらず、続いたのは歌だけだったといい、歌を歌うのは好きで練習するのも楽しかったという。
他には絵を描くことが好きで、3姉妹だったが、絵のうまい父の影響もあって、3人とも絵を描くのが好きだったという。物心ついた頃から絵を描いていたが、描くと周囲の大人が褒めてくれたのが嬉しく、当時は「イラストレーターになりたいな」と思っていたという。母が地元の大阪の劇団のために曲を書いたり、ピアノの講師をしており、その関係で小さい頃から芝居を観に行く機会が多かったという。「あっ、演劇って面白いな」と思ったのが1つと、ゲーム、アニメといったものが好きなオタクだったからというのが大きかったという。中学3年生くらいの頃、急に「あっ、声優になろう！」とひらめいて当時、格ゲーをしていたこともあって「格ゲーに出てくるキャラクターの声をやりたいな」と考えていたという。
林原めぐみ、堀江由衣といった歌の活動も活発にしていた声優に憧れていたことから、声優として歌える人になりたいと思っていたという。色々やってみたいという気持ちがあり、声優になるなら、自分で劇団を作って舞台をする人物、音楽活動をしている人物もおり、芝居だけではなく色々なことをしてみたかったという。引っ込み思案だったが、目立ちたく、表現欲求も強い面倒くさい性格だったといい、米澤自身は記憶にないが、小さい頃、知り合いの披露宴で母がピアノを弾いていたところ、急に前に出て行ってその隣で踊ったりしていたという。母をずっと見ていたことから「自分も表現してみよう」と思ったのかもしれないという。「母は音楽っていう自分の好きなことを仕事にして、いつも楽しそうに暮らしてるなあ」と思っていたことから、「私も毎日ドキドキできる仕事をしたいなあ」と思うようになったという。
2003年にアミューズメントメディア総合学院大阪校卒業。通い始めた頃からボーカルレッスンを受けており、専門学校には歌のレッスンもあったため、その講師が個人的に開いている教室に通っていた。その後、81演技研究所:東京校JJにも通っていた。
伊東久美子と「Prism」というユニットを組んでいる。
2014年6月6日にYouTubeにて歌手デビューすることを発表。同年、山形県米沢市観光大使（おしょうしな観光大使）に就任。
自身の誕生日である2017年8月30日に、前年の2016年に一般人の男性と結婚したこと、2017年に入って妊娠したことを公表した。同年11月22日自身のブログにて、第1子を出産したことを報告した。2021年11月18日には自身のツイッター（現エックス）にて第2子を出産した事を報告した。

## 人物
3人姉妹の長女。
声種はメゾソプラノ。
趣味・特技は歌、描画、ダンス。大の鳥好きで、自宅でオキナインコのきなこを飼っている。

## 出演
太字はメインキャラクター。

### 劇場アニメ
- 劇場版ポケットモンスター ダイヤモンド&パール アルセウス 超克の時空へ（2009年、ニドラン♀）
- 映画けいおん!（2011年、平沢憂）
- 劇場版 プリティーリズム・オールスターセレクション プリズムショー☆ベストテン（2014年、城之内セレナ[68]、ジェウン）
- ガールズ&パンツァー 劇場版（2015年、玉田[69]）
- 劇場版 SHIROBAKO（2020年、佐藤沙羅[70]、クリス、なめろうの男の子D[71]）

### OVA
- ふたりエッチ（2004年、ウェイトレスB）
- Gift 〜ギフト〜 eternal rainbow（2007年、コンパニオン）
- 異世界の聖機師物語（2009年、ラシャラ・アース二十八世）
- 東方奇闘劇3（2009年、東風谷早苗）
- T.P.さくら 〜タイムパラディンさくら〜 時空樹防衛戦（2011年、水越萌）
- 翠星のガルガンティア（2013年、クラリア） - Blu-ray BOX 3収録OVA
- GRANBLUE FANTASY The Animation Extra 2（2017年、フェリ）
- ガールズ&パンツァー 最終章（2017年 - 2023年、フリント、玉田環、河嶋の母[72]）

### Webアニメ
- Fate/Grand Order -絶対魔獣戦線バビロニア- Episode 0 Initium Iter（2019年、オルガマリー・アニムスフィア）

### ゲーム
2006年
- うたわれるもの 散りゆく者への子守唄（従者）

2007年
- コンチェルトゲート フォルテ
- Routes PE（那須二郎）

2008年
- R20★萌え○●（椿姫）

2010年
- AILA Online（ツンデレ声）
- アラビアンジュエル（アイシャ）
- うみねこのなく頃に（2010年 - 2021年、レヴィアタン） - 3作品
- けいおん! 放課後ライブ!!（平沢憂）
- 極上!!めちゃモテ委員長 MMマイベストフレンド（春井香穂）
- SANGOKU CHAOS 〜三国CHAOS〜（孫尚香）
- .hack//Link（ほくと、ゼフィ、サヤ）
- ぱすてるチャイムContinue（雨宮ミキ）
- もっと!?不思議の幻想郷（東風谷早苗）
- Le Ciel Bleu 〜ル・シエル・ブルー〜（クラリス）

2011年
- code_18（時任有里佳）
- T.P.さくら 〜タイムパラディンさくら〜（水越萌）
- みらくる☆パーティー（2011年 - 2012年、東風谷早苗、パチュリー・ノーレッジ） - 2作品
- 桃色大戦ぱいろん（テト、皆月千寿鶴） - 2作品

2012年
- ガールフレンド（仮）（2012年 - 2023年、新垣雛菜）
- スクール・ウォーズ（津田沼芽衣）
- プリティーリズム（ジェウン）
- WHITE ALBUM2 幸せの向こう側（小木曽雪菜）
- 未来日記 13人目の日記所有者 RE:WRITE（霧崎かすみ）

2013年
- アンジュ・ヴィエルジュ 〜第2風紀委員 ガールズバトル〜（クラリス・エーデルライト）
- スクール・ウォーズ〜卒業戦線〜（津田沼芽衣）
- ダンジョントラベラーズ2 王立図書館とマモノの封印（イリーナ・ローゼンマイア）
- ToHeartハートフルパーティ（小木曽雪菜）
- 嫁コレ（2013年 - 2016年、宗田真響、小木曽雪菜、市ノ瀬莉佳）

2014年
- インフィニタ・ストラーダ（アイン・ソフ・オウル）
- グランブルーファンタジー（2014年 - 2024年、フェリ、ウォフマナフ  / ゼノ・ウォフマナフ） - 4作品
- 神撃のバハムート（2014年 - 2015年、メメント、セティ）
- 巫女の杜（松尾菜々子）
- ロストディメンション（マナ・カワイ）

2015年
- うたわれるもの 偽りの仮面（ココポ / エントゥア）
- ゼノブレイドクロス（ヒメリ・アランジ）
- 大図書館の羊飼い -Library Party-（白崎つぐみ）
- ポップアップストーリー 魔法の本と聖樹の学園（ルシール・アレイスター）

2016年
- 蒼の彼方のフォーリズム（市ノ瀬莉佳）
- うたわれるもの 二人の白皇（ココポ / エントゥア）
- ガール・カフェ・ガン（蘇小真）
- Collar×Malice（菅原理香）
- クイズRPG 魔法使いと黒猫のウィズ（レノックス・ジルヴァ）
- 限界凸旗 セブンパイレーツ（サキュラ）
- テイルズ オブ アスタリア（フェリ）
- 不思議の幻想郷 TOD RELOADED（東風谷早苗）
- プラマイウォーズV（神宮藍咲）

2017年
- グランドサマナーズ（双聖騎神フィーナ）
- ダンジョントラベラーズ2-2 闇堕ちの乙女とはじまりの書（イリーナ・ローゼンマイア、小木曽雪菜）
- 千の刃濤、桃花染の皇姫（八岐雪花）

2018年
- ガールズ&パンツァー ドリームタンクマッチ（玉田）
- うたわれるもの斬 / 2（2018年 - 2021年、ココポ） - 2作品
- きららファンタジア（平沢憂）
- スパークガンナー（ジャックス）
- 幻獣契約クリプトラクト（エーゼルワルト）

2019年
- 不思議の幻想郷 -ロータスラビリンス-（東風谷早苗、パチュリー・ノーレッジ）
- ガール・カフェ・ガン（蘇小真）
- 御城プロジェクト:RE〜CASTLE DEFENSE〜（2019年 - 2020年、城塞都市ニュールンベルク、駿河田中城、江尻城）

2020年
- ラストオリジン（レイシー）
- マルチポイント×コネクション〜稜風学園購買部〜（本浦ゆな）

2021年
- グランサガ（マヤ）
- モンスターハンターライズ（プレイヤーボイス・タイプ14）

2022年
- Fate/Grand Order（2022年 - 2025年、マンガで分かるアサシン、U-オルガマリー / オルガマリー・アニムスフィア）
- 熱血硬派くにおくん外伝 リバーシティガールズ2（ブレア）
- 逆転オセロニア（セイラン）

2024年
- 不思議の幻想郷 -FORESIGHT-（パチュリー・ノーレッジ）

2025年
- ゼノブレイドクロス ディフィニティブエディション（ヒメリ・アランジ）
- アズールレーン（トラファルガー）

### ドラマCD
2009年
- 今様天狗綺譚 BLACK BIRD（マナ）
- 千一秒物語（見附ナオ）

2010年
- 今日の早川さん（生徒B）
- 幻想郷御伽草子 〜Witches gathering〜（十六夜咲夜）
- WHITE ALBUM2 -introductory chapter- 「祭りの前〜ふたりの24時間〜」（小木曽雪菜）

2012年
- ナナとカオル（矢神喜久子）※コミックス第8巻初回限定特装版

2013年
- 少年メイド（凰美耶子）※コミックス第6巻ドラマCD付き特装版
- ワルキューレロマンツェ 少女騎士物語 第3巻（東雲さん）

2014年
- 百錬の覇王と聖約の戦乙女（志百家美月）

2015年
- メイドが教える魔王学! ドラマCD「魔王とメイドの秘宝探検」（姫ノ宮ユキヒメ）
- 湯神くんには友達がいない（綿貫ちひろ）※コミックス6巻ドラマCD付特別版

### デジタルコミック
- VOMIC 青空エール（2009年、脇田陽万里）
- comico ボイスコミック おとなりさん以上かぞく未満（2019年、阿世知陽菜[119]）※アプリのみで配信

### 吹き替え

#### 映画
- 明日、君がいない（サラ〈マルニ・スパイレイン〉）
- コールド マウンテン（子供）
- スノー・バディーズ 小さな5匹の大冒険（英語版）
- ゾンビリアン（英語版）（ミミ）
- デイ・ウォッチ（タイガー）
- 肉（ローズ・パーカー〈ジュリア・ガーナー〉[120]）
- バレエ・シューズ（ポージー・フォッシル〈ルーシー・ボイントン〉）
- 胡同のひまわり（女の子）
- ブロークバック・マウンテン プレミアムエディション（アルマJr）

#### ドラマ
- コーリー ホワイトハウスでチョー大変!（タニーシャ）
- 4400 未知からの生還者 シーズン3（エイミー・オリヴィア）
- レイブン 見えちゃってチョー大変!（パティ・ニコール）
- REIGN/クイーン・メアリー（クロード・ド・ヴァロワ〈ローズ・ウイリアムズ〉）

#### アニメ
- イン・ヤン・ヨー!（人形、女の子）
- ボブとはたらくブーブーズ（メグ）
- マイティ・マジソード（バンブル・ウォーリアー[121]）

### ラジオ
※はインターネット配信。
- 豊嶋真千子・岩田光央 アスパラFUN!!（ラジオ大阪・文化放送・ラジオ日本、アシスタントパーソナリティ）
- 声優王国! あんたの声が好きやねん（2006年、ラジオ大阪、第11期パーソナリティ）
- 東京アニメセンターRADIO（2007年 - 2008年、文化放送）
- WHITE ALBUM2 同好会ラジオ（2012年 - 2014年、音泉※）
  - WHITE ALBUM2 同好会ラジオ 2018（2018年、音泉※）
- &CAST!!!アワー ラブテン!（2019年 - 2020年、&CAST!!!※・超!A&G+※）[122]

### ラジオCD
- 東京アニメセンターRADIO DJCD アダルト予備校〜彼と彼女とアナタとアイツと〜（2007年）
- ラジオCD WHITE ALBUM2 同好会ラジオ Vol.1 - 4（2013年）[123]

### テレビ番組
- アニソン★カフェ ゆめが丘（顔出し）
- アニメTV（ゲスト出演）
- キングラン アニソン紅白2009（応援ゲスト声優として出演）
- 米澤円と赤﨑千夏の千円姉妹（スカパーPigoo 2012 - ）
- ヴォイス・アカデミア（ゲスト出演 / BSフジ：2013年6月16日第6回、2014年3月16日第25回）[124]

### パチンコ・パチスロ
- シンデレラブレイド（2012年、ネモフィラ）
- CR楓魂（2014年、瞳未[125]）
- CR麻雀物語2〜めざせ!雀ドル決定戦!〜（2015年、エマ）
- P大工の源さん 超韋駄天（2020年、一条凪[126]）

### ナレーション
- 紅殻のパンドラ PV
- 声たまオーディション
- 東京国際アニメフェア〜アニメアワード2008〜
- 豊郷小学校旧校舎群 〜ガイドビデオ〜
- メリルTV

### CM
- サンデーCM劇場「湯神くんには友達がいない」（綿貫ちひろ）
- 写光レンタル販売「Sral+」（すらるさん）[127]

### 舞台
- 人狼 ザ・ライブプレイングシアター #15:WITCH II 星降る歌と13人の魔女（牡羊座 トリッシュ 役）

### その他コンテンツ
- RZ声優リモ
- VOICEROID2 紲星あかり
- VOCALOID4 紲星あかり
- オーディオブック「あおい」（2020年、表題作の朗読[128]）
- Voidol 紲星あかり
- A.I.VOICE 紲星あかり[129]
- Seiren Voice 紲星あかり

## ディスコグラフィ

### アルバム
|            | 発売日       | タイトル                       | 規格品番 | 規格品番   | オリコン 最高位 |
| 初回限定盤 | 発売日       | タイトル                       | 通常盤   |            | オリコン 最高位 |
| ---------- | ------------ | ------------------------------ | -------- | ---------- | --------------- |
| 1st        | 2014年8月6日 | さえずりの夢、彩とり鳥のセカイ | VIZL-648 | VICL-64131 | 60位            |

### タイアップ
| 楽曲               | タイアップ                                              | 時期   |
| ------------------ | ------------------------------------------------------- | ------ |
| キミと世界エレジー | テレビ東京『アニメマシテ』2014年8月度オープニングテーマ | 2014年 |

### キャラクターソング
| 発売日   | 商品名                                                                                       | 歌 | 楽曲 | 備考                                                                 |
| 2009年   | 2009年                                                                                       | 2009年 | 2009年 | 2009年                                                               |
| -------- | -------------------------------------------------------------------------------------------- | --- | --- | -------------------------------------------------------------------- |
| 10月21日 | 「けいおん！」イメージソング 平沢憂                                                          | 平沢憂（米澤円） | 「Lovely Sister LOVE」 「Oui! 愛言葉」 | テレビアニメ『けいおん!』関連曲                                      |
| 12月23日 | 煉獄の七姉妹スペシャルレインボーCD                                                           | 煉獄の七姉妹 | 「七色の虹かけよう♪〜使役率アップ大作戦〜」 | テレビアニメ『うみねこのなく頃に』関連曲                             |
| 2010年   |                                                                                              | | |                                                                      |
| 7月21日  | K-ON!! ORIGINAL SOUND TRACK Vol.1                                                            | 平沢唯（豊崎愛生）、平沢憂（米澤円） | 「あめふり」 | テレビアニメ『けいおん!!』挿入歌                                     |
| 1月19日  | 「けいおん!!」イメージソング 平沢憂                                                          | 平沢憂（米澤円） | 「ウキウキNew! My Way」 「Shiny GEMS」 「Come with Me!!」 | テレビアニメ『けいおん!!』関連曲                                     |
| 2011年   |                                                                                              | | |                                                                      |
| 12月16日 | 1000%キュンキュンさせてよ♥／プリティーリズムでGo!                                            | プリティーリズム☆オールスターズ | 「1000%キュンキュンさせてよ♥」 | テレビアニメ『プリティーリズム・オーロラドリーム』オープニングテーマ |
| 2012年   |                                                                                              | | |                                                                      |
| 3月16日  | プリティーリズム・オーロラドリーム プリズム☆ミュージックコレクション                         | 城之内セレナ（米澤円） | 「Wonderful World」 | テレビアニメ『プリティーリズム・オーロラドリーム』挿入歌             |
| 3月16日  | プリティーリズム・オーロラドリーム プリズム☆ミュージックコレクション                         | せれのん | 「Never Let Me Down 〜がんばりやぁ！〜」 | テレビアニメ『プリティーリズム・オーロラドリーム』挿入歌             |
| 6月29日  | WHITE ALBUM2 ORIGINAL SOUNDTRACK 〜closing〜                                                 | 小木曽雪菜（米澤円） | 「時の魔法」 | ゲーム『WHITE ALBUM2』エンディングテーマ                             |
| 7月11日  | Another Songs party〈歌宴〉                                                                  | 赤沢泉美（米澤円） | 「Responsibility Response」 | テレビアニメ『Another』関連曲                                        |
| 8月7日   | 弾けろ！しーきゅーぶ！                                                                       | ステラ女学院高等科C3部 | 「弾けろ！しーきゅーぶ！」 | テレビアニメ『ステラ女学院高等科C3部』エンディングテーマ             |
| 8月24日  | WHITE ALBUM2 ORIGINAL SOUNDTRACK 〜setsuna〜                                                 | 小木曽雪菜（米澤円） | 「届かない恋 Live at Campus Fes」 「WHITE ALBUM Live at Campus Fes」 「Feeling Heart」 「夢想歌」 「Routes」 「あなたを想いたい」 「舞い落ちる雪のように」 「POWDER SNOW（弾き語り）」 「ヒトリ」 「SOUND OF DESTINY Live at Campus Fes」 「君をのせて」 「I hope so...」 「深愛」 「届かない恋 Valentine Live」 「時の魔法（acoustic version）」 | ゲーム『WHITE ALBUM2』挿入歌                                         |
| 12月19日 | プリティーリズム・ディアマイフューチャー プリズムソング・コレクション Life is just a miracle | Sprouts | 「Mirage JET」 | テレビアニメ『プリティーリズム・ディアマイフューチャー』挿入歌       |
| 2013年   |                                                                                              | | |                                                                      |
| 3月20日  | プリティーリズム・ディアマイフューチャー プリズム☆ミュージックコレクション                   | Sprouts | 「Mirage JET」 | テレビアニメ『プリティーリズム・ディアマイフューチャー』挿入歌       |
| 3月20日  | プリティーリズム・ディアマイフューチャー プリズム☆ミュージックコレクション                   | せれのん with K | 「よいなかそ♪」 | テレビアニメ『プリティーリズム・ディアマイフューチャー』挿入歌       |
| 2014年   |                                                                                              | | |                                                                      |
| 3月26日  | TVアニメ「WHITE ALBUM2」VOCAL COLLECTION                                                     | 小木曽雪菜（米澤円） | 「届かない恋 Live at Campus Fes（TV anime ver.）」 「悪女」 「I'm fallin' in love」 「大切な君へ」 「WHITE ALBUM Live at Campus Fes（TV anime ver.）」 「SOUND OF DESTINY Live at Campus Fes（TV anime ver.）」 「優しい嘘」 「恋のような」 | テレビアニメ『WHITE ALBUM2』挿入歌                                   |
| 3月26日  | TVアニメ「WHITE ALBUM2」VOCAL COLLECTION                                                     | 小木曽雪菜（米澤円） with 津田朱里 | 「White Love」 | テレビアニメ『WHITE ALBUM2』挿入歌                                   |
| 2015年   |                                                                                              | | |                                                                      |
| 9月23日  | 終焉-Re:act-                                                                                 | C奈（米澤円） | 「ノスタルジージャンクフード」 | 『終焉ノ栞プロジェクト』関連曲                                       |
| 12月23日 | ソラのミチシルベ 〜GRANBLUE FANTASY〜                                                        | フェリ（米澤円） | 「ソラのミチシルベ」 | ゲーム『グランブルーファンタジー』関連曲                             |
| 2017年   |                                                                                              | | |                                                                      |
| 3月15日  | ガールフレンド（仮） キャラクターソングシリーズ Vol.03                                       | 新垣雛菜（米澤円） | 「brand−new magic days」 | ゲーム『ガールフレンド（仮）』関連曲                                 |
| 6月21日  | ガールフレンド（仮） キャラクターソングシリーズ Vol.06                                       | スタイリッシュスタイリング | 「Make up! Wake up!」 | ゲーム『ガールフレンド（仮）』関連曲                                 |
| 2021年   |                                                                                              | | |                                                                      |
| 1月8日   | 劇場版 SHIROBAKO BD特典CD                                                                    | 宮森あおい（木村珠莉）、ミムジー&ロロ（木村珠莉）、チャッキー（宮田幸季）、ありあ（金元寿子）、ルーシー（千菅春香）、タチアナ（山岡ゆり）、クリス（米澤円）、エリーゼ（木村珠莉）、ノア（沼倉愛美）、キャサリン（伊藤静）、あかね（中原麻衣）、あや（伊藤静）、あるぴん（茅野愛衣） | 「アニメーションをつくりましょう」 | 劇場アニメ『劇場版 SHIROBAKO』挿入歌                                 |
| 7月21日  | 百華繚乱 参                                                                                  | 燭台切光忠（白城なお）、富田江（米澤円）、振分髪広光（渡谷美帆） | 「円卓はルーレットじゃないから」 | ゲーム『天華百剣 -斬-』関連曲                                        |

### その他参加楽曲
| 発売日         | 商品名               | 歌                 | 楽曲            | 備考 |
| -------------- | -------------------- | ------------------ | --------------- | ---- |
| 2009年11月18日 | テレビこどものうた！ | 米澤円、草薙さゆり | 「ハイタッチ!」 |      |

### シリーズ一覧
1. ↑  第1期（2007年 - 2008年）、第2期『銀魂’』（2011年）
2. ↑  第1期（2009年）、第2期『けいおん!!』（2010年）
3. ↑  第1期（2009年 - 2010年）、第2期『セカンドコレクション』（2010年 - 2011年）
4. ↑  『First Order』[61]（2016年）、『MOONLIGHT/LOSTROOM-』[62]（2017年）、『マンガで分かる!Fate/Grand Order』（2018年）、『絶対魔獣戦線バビロニア』（2019年）
5. ↑  第1期（2017年）、第2期『2』（2023年）
6. ↑  テレビシリーズ（2019年）、特別編（2021年）
7. ↑  『魔女と推理の輪舞曲』（2010年）、『真実と幻想の夜想曲』（2011年）、『咲 〜猫箱と夢想の交響曲〜』（2021年）
8. ↑  『不思議の幻想郷2』（2011年）、『みらくる超パーティー-早苗と天子の幻想迷宮-』（2012年）
9. ↑  『桃色大戦ぱいろん』『あお☆てん！』（2011年）
10. ↑  『グランブルーファンタジー』（2014年 - 2023年）、『ヴァーサス』（2020年 - 2021年）[86]、『ヴァーサス -ライジング-』（2023年）、『リリンク』（2024年）[87]

### ユニットメンバー
1. ↑  ルシファー（斉藤佑圭）、レヴィアタン（米澤円）、サタン（日笠陽子）、ベルフェゴール（吉田聖子）、マモン（新名彩乃）、ベルゼブブ（山岡ゆり）、アスモデウス（豊崎愛生）
2. ↑  春音あいら（阿澄佳奈）、天宮りずむ（原紗友里）、高峰みおん（片岡あづさ）、城之内セレナ（米澤円）、藤堂かのん（明坂聡美）
3. ↑  城之内セレナ（米澤円）、藤堂かのん（明坂聡美）
4. ↑  大和ゆら（牧野由依）、鹿島そのら（沢城みゆき）、初瀬カリラ（茅野愛衣）、陸奥ほのか（斎藤千和）、日向八千代（米澤円）、霧島れんと（西崎莉麻）
5. 1 2  大瑠璃あやみ（佐倉綾音）、深山れいな（高森奈津美）、ジェウン（米澤円）
6. ↑  城之内セレナ（米澤円）、藤堂かのん（明坂聡美）、久里須かなめ（伊藤かな恵）
7. ↑  新垣雛菜（米澤円）、見吉奈央（内田真礼）